# Antonio Siddi
Antonio Siddi   (Sàsser, 16 de juny de 1923 - Sàsser, 21 de gener de 1983) va ser un atleta italià, especialista en el curses de velocitat, que va competir durant les dècades de 1940 i 1950.
El 1948 va prendre part en els Jocs Olímpics de Londres, on disputà dues proves del programa d'atletisme. Guanyà la medalla de bronze en els 4x100 metres relleus, formant equip amb Michele Tito, Enrico Perucconi i Carlo Monti, mentre en els 4x400 metres relleus quedà eliminat en sèries. Quatre anys més tard, als Jocs de Hèlsinki, disputà, sense sort, dues proves del programa d'atletisme
En el seu palmarès també destaca una medalla de plata en la cursa dels 4x400 metres del Campionat d'Europa d'atletisme de 1950. Formà equip amb Baldassare Porto, Armando Filiput i Luigi Paterlini. Als Jocs del Mediterrani guanyà tres medalles, dues d'or i una de plata, en l'edició que es va disputar el 1951 a Alexandria. A nivell nacional guanyà sis campionats nacionals: un dels 100 metres (1950), un dels 200 metres (1948) i quatre dels 400 metres (1947, 1949, 1951, 1953).

## Millors marques
- 100 metres. 10.5" (1948)
- 200 metres. 21.4" (1948)
- 400 metres. 47.2" (1950)[1][5]